# Pilemostoma fastuosa
Pilemostoma fastuosa is een keversoort uit de familie bladkevers (Chrysomelidae). De wetenschappelijke naam van de soort werd in 1783 gepubliceerd door Johann Gottlieb Schaller.